# Liffey

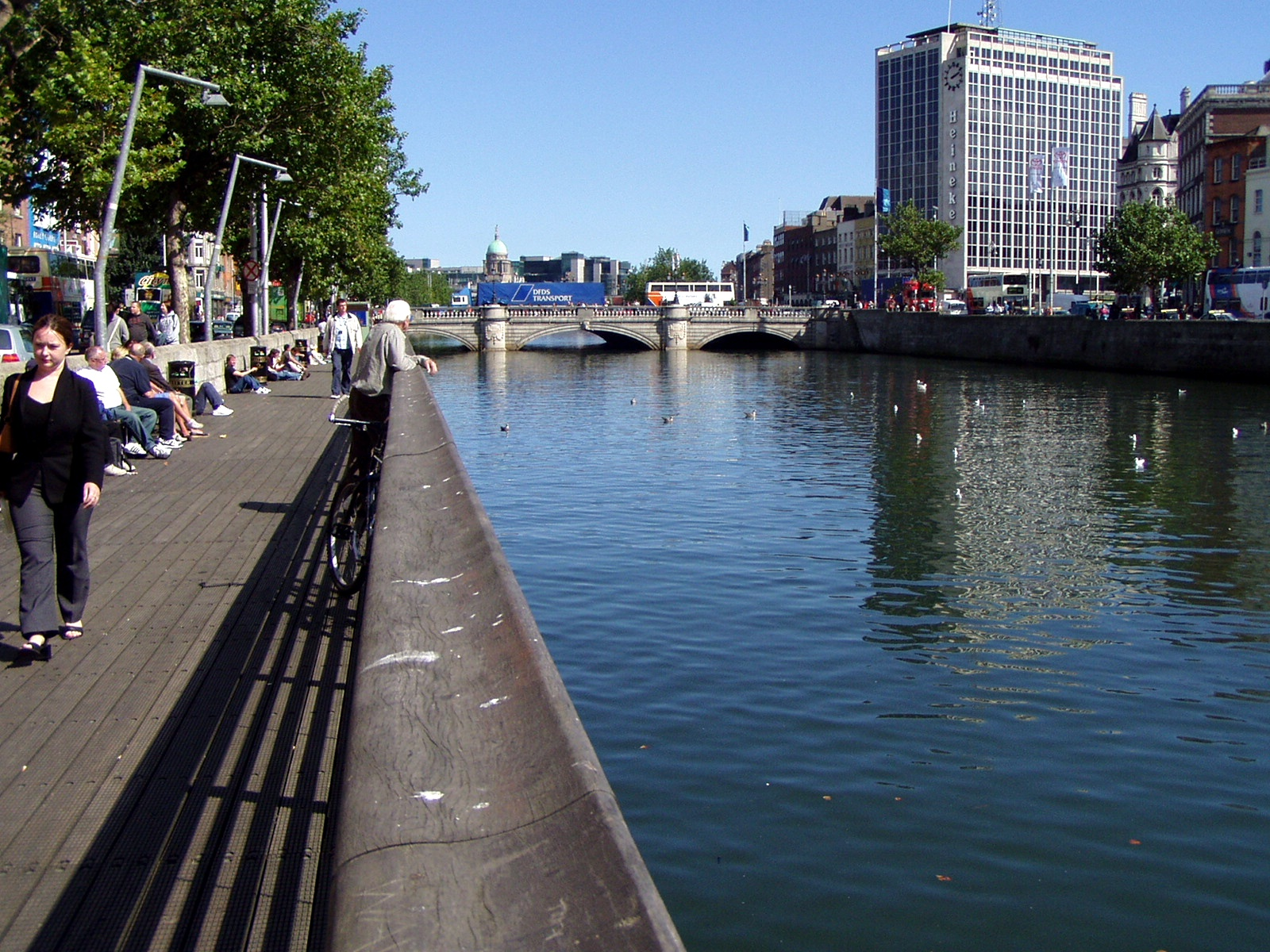
Floden Liffey

Liffey (An Life på Iriska) är floden som går rakt igenom Dublin, mynnar i Dublinviken och delar upp staden i en nordlig och en sydlig sida.
Liffey är 80 kilometer lång och startar i Wicklowbergen, cirka 30 kilometer sydväst om Dublin.